# Саксаганский тоннель
Саксаганский деривационный тоннель — гидротехническое сооружение на реке Саксагань в городе Кривой Рог.

## История
Начало активной разработки в советский период Криворожского железорудного бассейна вызвало необходимость отвода вод реки Саксагани от находящихся в её русле залежей богатых железных руд.
В 1957 году, одновременно с сооружением дамбы Дзержинского водохранилища, был построен подземный тоннель.
После отвода реки начата добыча железных руд рудниками имени Ф. Э. Дзержинского и имени С. М. Кирова, заложены карьеры «Северный» и «Южный».
Участок в 5,7 км от карьеров до старого устья превратился в староречье и называется Старая Саксагань.

## Характеристика
Подземный деривационный тоннель на реке Саксагань образующий новое устье реки.
Длина тоннеля составляет 5,3 км, диаметр — 3,5 м, глубины — 24—65 м. Входной портал расположен на юго-западе Саксаганского водохранилища, выходной портал — на Черногорке, на 1,5 км ниже по течению реки Ингулец от исторического устья.
Имеет приток с 24-метровым искусственным водопадом с Червоной балки.